# 더스틴 페드로이아
더스틴 루이스 페드로이아(Dustin Luis Pedroia, 1983년 8월 17일 ~ )은 메이저 리그 베이스볼의 보스턴 레드삭스에서 2루수로 활약하던 전직 미국의 야구 선수다. 그는 4개 골드 글러브 상과 하나의 실버 슬러거 상을 수상했으며, 4회 올스타이자 1회 아메리칸 리그 MVP로 선정되었다.
페드로이아는 2004년 레드삭스에 지명되었고, 2006년 메이저 리그에 데뷔하였다. 그는 2007년 전임적 선수가 되어 "올해의 루키" 상을 수상하였다. 그는 2007년과 2013년 월드 시리즈를 우승한 레드삭스 일원이었다. 그는 2018년 시즌을 위하여 잠시 활약하였으나 그해 챔피언십을 위하여 팀의 포스트시즌 로스터에 들지 않았다. 페드로이아는 2020년을 끝으로 은퇴를 선언했다.
페드로이아는 매우 낮은 스트라이크 비율과 2루에서 수비가 평균 이상으로 평가되었고 놀라운 장타와 함께 평균 이상의 교타자이다. 페드로이아는 4개 골드 글러브 상을 수상한 첫 레드삭스 내야수다.

## 어린 시절과 고교 시절
새크라멘토 북서부에 있는 캘리포니아주 우들랜드에서 태어나 자라온 페드로이아의 부모는 자신들이 14 시간의 날들을 일을 한 타이어 작업장을 운영하였다. 그의 모친 데비는 새크라멘토 시티 칼리지에서 테니스를 하였다. 페드로이아의 형 브렛은 샤스타 칼리지에서 포수로서 야구를 하였다.
페드로이아는 우들랜드 고등학교에서 수학하며 미식축구와 야구를 하였다. 그의 미식축구 경력은 신입생 쿼터백으로서 끝났으며 훗날 NFL 라인배커 랜스 브릭스로부터 타격이 그의 발목을 부수었다. 시니어 야구 선수로서 페드로이아는 전 시즌에 스트라이크아웃 시키지 않았으며 .445의 타구 평균을 수집하여 그의 리그의 MVP로 선택되었다.

## 대학 경력
페드로이아는 애리조나 주립 대학교에서 수학하여 애리조나 스테이트 선데블스 야구 팀을 위하여 대학 야구를 활약하였다. 그는 이언 킨슬러와 안드레 이디어와 동료 선수였다. 킨슬러와 페드로이아는 대학에서 유격수 포지션을 위하여 경합하였다. 최후적으로 킨슬러가 미주리 대학교로 이적하기 전에 2루에서 끝난 동안 페드로이아는 유격수에 머물렀다. 애리조나 주립 대학교에서 3년의 세월에 페드로이아는 전혀 .347 점 아래 안타하지 않았고, .384의 경력 평균을 가져 185개의 전부 경기를 시작하였다. 애리조나 주립 대학교가 더 나은 투수들을 보강하는 도움을 주는 데 페드로이아는 또한 자신의 선수 장학금의 마지막 2년을 기권하였다. 그는 애리조나 주립 대학교 온덱서클의 MVP로 임명되었고, 다른 수상자들은 아이크 데이비스, 윌리 블룸퀴스트, 폴 로두카와 배리 본즈를 포함하였다.

## 프로 경력

### 마이너 리그
페드로이아는 전체 65번째 선택권과 함께 2004년 메이저 리그 베이스볼 드래프트의 2번째 라운드에서 보스턴 레드삭스에 의하여 드래프트되었다. 드래프트된 8번째 유격수인 페드로이아는 5십 7만 5천 달러의 계약 보너스를 받았다.
마이너 리그에서 3개의 시즌 동안 페드로이아는 2루수와 유격수를 활약한 동안 .308 점을 타구하였다. 그는 클래스 A 오거스타 그린재키츠와 클래스 A 고급 새러소타 레드삭스와 함께 2004년, 더블 A 포틀랜드 시독스와 2005년의 일부, 그리고 트리플 A 포터킷 레드삭스와 함께 2005년과 2006년의 일부를 보냈다.

### 보스턴 레드삭스

#### 2006년 ~ 2007년
89개의 타수에서 그가 겨우 .191 점을 안타할 때 2006년 잠시의 소집 후에 페드로이아는 마크 로레타를 대체하는 2007년 레드삭스를 위하여 정규적 2루수가 되었다. 페드로이아는 초기 시즌을 통하여 슬럼프 타격을 겪어쓰나 회복되어 후에 13개의 연속 안타와 샌프란시스코 자이언츠를 상대로 경기에 5개의 안타를 놓았다. 그는 두드러지게 9월 1일 동료 루키 클레이 버크홀츠의 노히트 노런을 보존하는 데 다이빙 정지를 이루었다. 페드로이아는 "올해의 아메리칸 리그 루키" 상을 수상하였고, 그해 톱스 메이저 리그 루키 올스타 팀으로 선발되었다.
레드삭스는 그해 아메리칸 리그 챔피언십 시리즈에서 클리블랜드 인디언스와 붙었다. 시리즈의 7번째 경기에서 페드로이아는 홈런을 치고 2루타를 매겨 콜로라도 로키스를 향하는 데 월드 시리즈에서 레드삭스의 지정을 보증하는 데 5개의 타점을 수집하였다. 페드로이아는 시리즈의 첫 타수에서 홈런을 쳐 홈런과 함께 시리즈를 이끄는 데 2번째 만의 선수이자 첫 루키로 자신을 만들었다. 레드삭스는 4개의 시즌에 자신들의 2번째 월드 시리즈 우승을 하였고 페드로이아를 위하여 첫 월드 시리즈 챔피언십이었다.

#### 2008년 - MVP 시즌

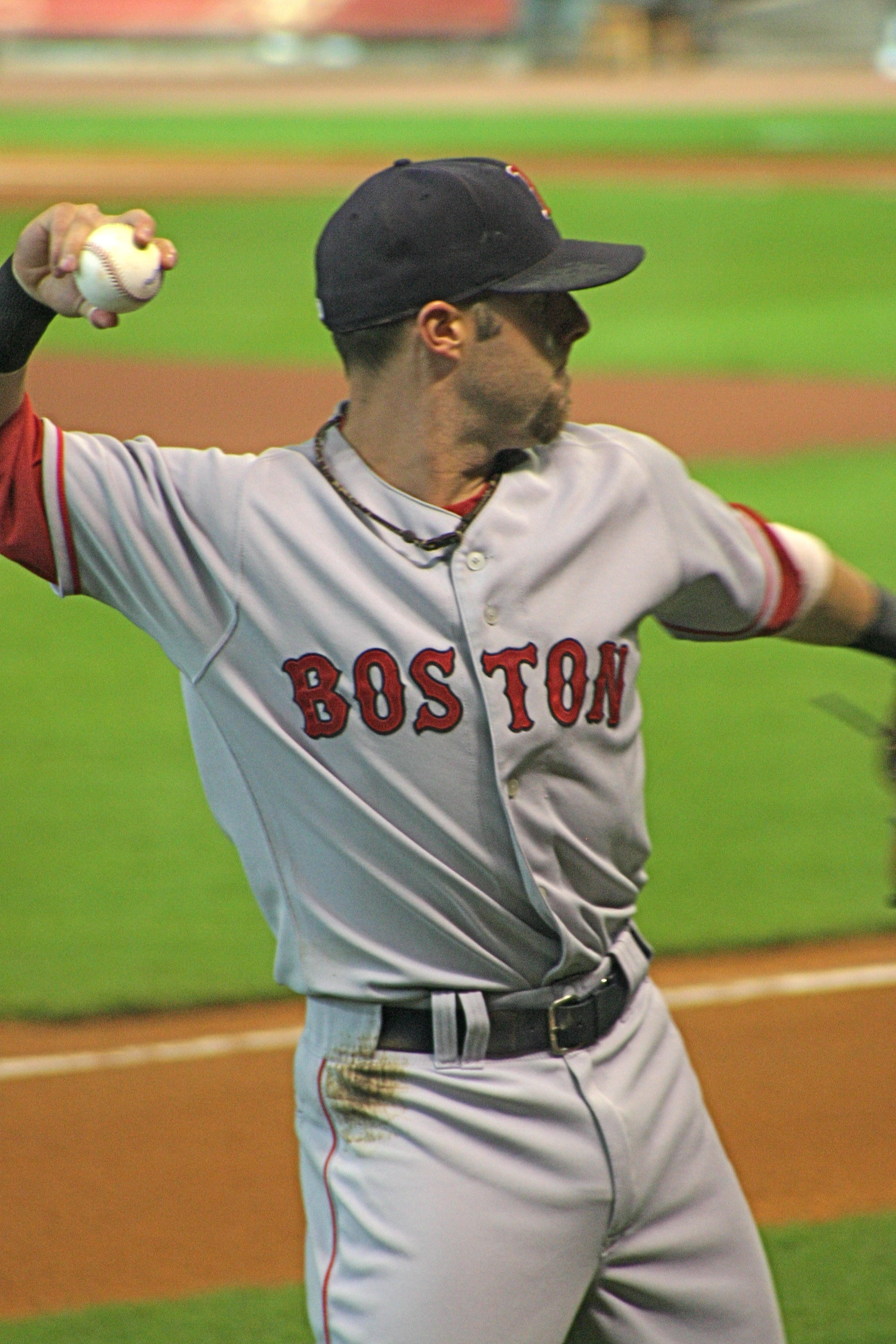
2008년 6월 휴스턴에서

페드로이아는 2008년 정규 시즌 동안 매우 잘 수행하였고 아메리칸 리그 MVP, 골드 글러브 상과 실버 슬러거 상을 받았다. 그는 실버 슬러거 상을 수상하는 데 처음이자 마지막 레드삭스 2루수이자 1972년 더그 그리핀 이래 골드 글러브 상을 수상하는 데 첫 레드삭스 2루수이며 1959년 넬리 폭스 이래 MVP 상을 수상하는 데 첫 2루수였다. 그는 127의 조정득점생산력을 위하여 726개의 타석수에 17개의 홈런과 함께 .326 점을 안타하였다. 얼티밋 존 레이팅에 의하면 페드로이아는 방어적으로 위대하여 157개의 경기를 통하여 6개만의 실책을 이루어 시즌에 9.7 이상의 득점을 모았다. 2008년은 또한 본루 통로에 페드로이아의 가장 생산적 시즌이었으며 그는 주루 가치의 4.9 타점을 위한 21개의 시도에 20개의 도루를 이루었다.
정규 시즌에서 페드로이아의 공헌은 상연의 "대명성" 수준인 팬그래프에 의하여 6.5의 대체 선수 대비 승리 기여도로 평가되었다. 그는 연속적 시즌에서 "올해의 루키"와 MVP 상을수상하는 데 메이저 리그 베이스볼 역사상 3번째 만의 선수가 되어 칼 립켄 주니어와 라이언 하워드에 가입하였고, 후에 크리스 브라이언트에 의하여 따라졌다.
페드로이아는 2008년 아메리칸 리그 디비전 시리즈의 첫 3개의 경기를 통하여 무중력이었으며 4번째 경기에서 타점 2루타 만을 기록하였다. 레드삭스는 4개의 경기에서 로스앤젤레스 에인절스 오브 애너하임을 꺾었다. 탬파베이 레이스를 상대로 아메리칸 리그 챔피언십 시리즈에서 페드로이아는 3개의 홈런과 하나의 2루타를 포함한 26개의 타석수에서 9개의 안타를 수집하였다. 팀의 나머지는 레이스의 투수를 상대로 .234의 타구 평균으로 분투하였고 레드삭스는 시리즈를 패하였다.

#### 2009년

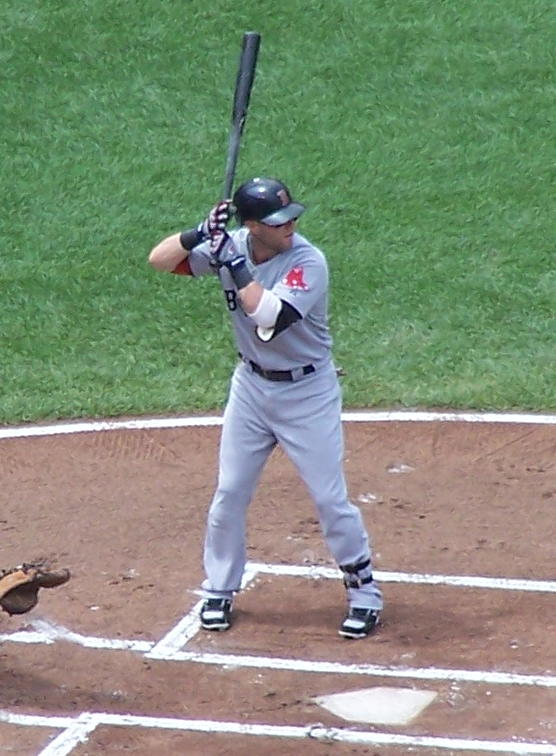
2009년 8월 볼티모어 오리올스를 상대로 경기에서

2008년 12월 3일 페드로이아는 2015년의 1천 1백만 달러의 가치를 위하여 추가적 팀의 선택권가 함께 4억 5백만 달러 가치의 6년 연장 계약을 맺었다.
페드로이아는 12월 15일 2009년 월드 베이스볼 클래식에서 미국 팀을 위하여 활약할 것을 공고하였다. 그는 뉴욕 메츠를 상대로 4월 3일 시범 경기가 열린 동안 시티필드 역사상 첫 메이저 리그 안타를 기록하였다. 그는 2009년 시즌의 첫 타석에서 홈런을 쳤다.
페드로이아는 2009년 아메리칸 리그 올스타 팀을 위하여 시작하는 데 선발되었다. 하지만 페드로이아는 자신의 첫 자식과 함께 임신 병발증을 경험하고 있던 부인 켈리와 머무는 데 팀으로부터 물러나야 했다. 똑같은 문제가 올스타 브레이크에 대비하여 그가 정규 시즌을 놓치는 원인을 일으켰다.
페드로이아는 9월 9일 볼티모어 오리올스를 상대로 자신의 첫 다수 홈런 경기를 성취하였다.

#### 2010년
2010년 메이저 리그 베이스볼 심판 조 웨스트가 레드삭스와 뉴욕 양키스 사이에 활약의 속도를 여기는 논쟁적 진술문들을 만들자 페드로이아는 "그가 이해하지 않은 것은 우리가 양키스를 상대로 이 경기들에서 잘 하지 않은 것이며 우리는 죽는다. 만약 그가 레드삭스와 양키스의 경기들을 하는 데 원하지 않는다면 그는 심판의 연합에 말해야 한다. 그리고나서 우리가 월드 시리즈에 있을 때 그는 또한 그 진술문의 외부로 나갈 것이다."라고 말하면서 응답하였다.
그해 6월 24일 페드로이아는 5개의 타점과 함께 5 루 5 타로 갔고 레드삭스가 10번째 이닝에서 13 대 11로 이긴 로키스를 상대로 경기에서 3개의 홈런을 쳤다. 다음날 페드로이아는 자이언츠를 상대로 타석에서 자신의 발에 공을 파울하고 말았다. 다음날 MRI 결과들은 그가 그의 발에 뼈가 부러진 것을 확즉하였고 그는 15일간 장애자 명단에 놓였다. 페드로이아는 2주 동안 자신의 부상당한 발에 무게를 두지 말라는 의사의 명령 아래 있었으나 그의 무릎에 있는 동안 지속적으로 수비군을 연습하였다.
페드로이아는 2010년 아메리칸 리그 올스타 팀에 예비 선수로 임명되었으나 이 부상의 이유로 참가하지 않았고 로스터에 그의 전 애리조나 주립 동료 선수 이언 킨슬러가 그를 대체하였다. 페드로이아는 에인절스를 상대로 8월 17일 정렬에 복귀하여 2개의 경기를 활약한 후 장애자 명단에 도로 놓이는 데 뿐이었다. 페드로이아는 75개 만의 경기를 활약한 2010년 시즌을 끝냈다.

#### 2011년
2011년 페드로이아는 되돌아와 159개의 경기에 .307 점을 타구하고 21개의 홈런을 강타하였다. 그는 메이저 리그 베이스볼에서 최고의 수비 2루수로서 필딩 바이블 상을 수상하였고, 18.1의 득점이 세이브되면서 얼티밋 존 레이팅에 의하여 자신의 최고 방어 시즌을 가졌다. 6월과 7월 페드로이아는 25개의 연속 안타를 가져 레드삭스의 2루수를 위하여 가장 길었다. 8월 16일 페드로이아는 제드 로우리에 의하여 시작된 트리플 플레이를 던지는 데 연루되었다. 페드로이아의 2011년 시즌은 "MVP 품질"의 상연인 팬그래프에 의하여 7.6의 대체 선수 대비 승리 기여도에 평가되었다.

#### 2012년
2012년 9월 30일 페드로이아는 자신의 왼쪽 약손가락이 부러졌으나 안심된 후 부상은 사용으로 인해 저하되지 않아 그는 양키 스타디움에서 이어진 시즌을 끝내는 시리즈에서 고통을 통하여 활약하는 데 결정하였다.

#### 2013년
2013년 7월 23일 페드로이아와 레드삭스는 1억 1천만 달러 가치의 8년 연장으로 동의하였다. 페드로이아는 ACES Inc.의 샘 레빈슨과 세스 레빈슨에 의한 협상들에 대표되었다.
페드로이아는 팀의 2013년 정규 시즌 동안 150개 이상의 경기를 활약하는 데 레드삭스에 단 하나의 선수가 되는 데 자신의 부상에 걸린 2012년 시즌으로부터 되돌아와 160개의 경기에서 활약하였다. 페드로이아는 강한 정규 시즌 수행을 벌여 자신의 3번째 골드 글러브 상, 2번째 필딩 바이블 상과 아메리칸 리그를 위한 "올해의 윌슨 전방적 방어 선수" 상을 수상하였다. 레드삭스는 자신들의 디비전 시리즈를 우승하여 세인트루이스 카디널스를 상대로 월드 시리즈를 이기러 갔다.
그해 11월 페드로이아는 자신이 오프닝 데이에 1루로 미끄러질 때 입은 부상으로 찢어진 주관절 내측측부인대를 치료하는 데 엄지손가락 수술을 받았다.

#### 2014년
2014년 5월 페드로이아는 자신의 100번째 경력 홈런과 300번째 경력 2루타를 쳤다. 그는 2014년 올스타 브레이크가 열리기 전에 4개 만의 홈런을 쳤고 그의 타구 생산력은 리그의 평균으로 떨어졌다. 시즌을 위하여 그는 .278/.337/.376 점을 타구하였다. 하지만 그의 수비 수들은 강하게 남아있었다. 자신의 방어 수행으로 인하여 페드로이아는 그의 3번째 필딩 바이블 상과 더불어 그의 9년 경력에서 그의 4번째 2루수에서 아메리칸 리그 골드 글러브 상과 영예를 얻었다. 이 일은 4개의 골드 글러브 상을 수상하는 데 그를 레드삭스의 첫 내야수로 만들었다.

#### 2015년
페드로이아는 필라델피아 시티즌스 뱅크 파크에서 도로에 레드삭스의 오프닝 경기에서 2개의 홈런과 함께 2015년 메이저 리그 베이스볼 시즌을 시작하였다. 6월 25일 레드삭스는 오른쪽 햄스트링 부상의 이유로 그를 15일간 장애자 명단에 놓았다.

#### 2016년
페드로이아는 8월 타자로서 강한 한달을 가져 11개의 연속적 타석에서 자신이 안전하게 안타한 8월 25일부터 27일을 통하여 3개의 경기의 연속에 달하여 1902년 이래 3명의 선수들에 의하여 나누어진 안타와 함께 12개의 연속적 타석의 메이저 리그 기록을 동점매기는 부끄러워 한 안타에 떨어졌다. 연속 경기가 있는 동안 페드로이아는 10개의 1루타, 하나의 2루타를 가졌고, 2개의 득점을 매겨 3루에 몰았다. 그는 또한 연속 경기가 열린 동안 하나의 볼넷을 가져 13개의 연속적 타석수에 안전하게 본루에 도달하였다. 페드로이아는 .318의 타구 평균과 함께 한해를 끝냈다. 2016년의 154개의 경기에서 페드로이아는 .318의 타구 평균, 201개의 안타, 36개의 2루타, 105개의 매긴 득점, 15개의 홈런과 74개의 타점과 함께 한해를 끝냈다. 그는 24개와 함께 병살에서 아메리칸 리그에서 2위를 위하여 동점을 매겼다.
레드삭스는 93 승 69 패의 기록과 함께 2016년 시즌을 끝내 아메리칸 리그 동부 디비전을 움켜 쥐었으나 아메리칸 리그 디비전 시리즈에서 클리블랜드 인디언스에 의하여 3개의 경기에서 휩쓸어졌다. 10월 13일 페드로이아는 자신의 왼쪽 무릎 수술을 받았다. 그는 2016년 필딩 바이블 상을 수상하였다. 그는 또한 메이저 리그 베이스볼의 모두에서 2016년 윌슨 전방적 방어 선수 상을 수상하기도 하였다.

#### 2017년
5월 30일 페드로이아는 왼쪽 손목이 삔 이유로 10일간 장애자 명단에 놓였다. 8월 1일 그는 왼쪽 무릎이 쓰라린 이유로 다시 10일간 장애자 명단에 놓였다. 8월 12일 페드로이아는 똑같은 무릎에 쓰라린 이유로 시즌의 3번째로 장애자 명단에 놓였다. 105개의 경기로 제한된 페드로이아는 .293의 타구 평균, 7개의 홈런과 62개의 타점과 함께 2017년 레드삭스 시즌을 끝냈다. 10월 25일 완전한 연골 회복을 위하여 페드로이아가 수술을 받았다는 것이 드러나 그가 2018년 시즌의 시작을 놓칠 것을 의미하였다.

#### 2018년
자신의 이전의 2017년 무릎 수술에 이어 페드로이아는 장애자 명단에 2018년 레드삭스 시즌을 시작하였다. 5월 14일 그는 재활 과제를 위하여 트리플 A 포터킷 레드삭스로 선택되었다. 그는 5월 26일에 활동적이었으나 3개의 경기 후에 왼쪽 무릎 염증과 함께 장애자 명단에 돌아왔다. 8월 4일 페드로이아는 60일간 장애자 명단으로 옮겨졌다. 9월 7일 레드삭스는 2018년의 나머지를 위하여 페드로이아가 아무 활동에 더욱 나가 활약하지 않을 것을 공고하였다. 레드삭스는 108 승 54 패와 함께 한해를 끝내고 로스앤젤레스 다저스에 월드 시리즈를 우승하러 갔다.

#### 2019년
2019년 3월 7일 페드로이아는 자신의 봄 훈련 데뷔를 하여 2개의 이닝을 위하여 필드에서 활약한 동안 자신의 경기의 홀로 타석에서 1루타를 쳤으며 2018년 5월 이래 그의 첫 경기 활동이었다. 그는 부상자 명단에 시즌을 시작하였다. 4월 4일 그는 재활 과제에 클래스 A 그린빌 드라이브로 보내져 3개의 경기에서 활약하여 3 루 9 타를 타구하였다. 페드로이아는 4월 9일 보스턴의 홈 오프너를 위하여 활동적이었고 2 루 20 타를 타구한 동안 6개의 경기에 나왔으며 왼쪽 무릎의 염증의 이유로 4월 18일 장애자 명단으로 돌아왔다. 그는 5월 2일 더블 A 포틀랜드와 함께 재활 과제를 시작하였다. 5월 11일 그는 무릎 불편의 이유로 시작으로부터 상처를 입었고 포틀랜드와 그의 과제는 5월 13일 정지되었다. 그는 자신의 재활을 재시작하여 5월 17일 처음에 트리플 A 포터킷과, 그리고 그러고나서 5월 24일 더블 A 포틀랜드와 함께 하였다. 페드로이아는 왼쪽 무릎이 쓰라린 이유로 포틀랜드의 5월 25일 경기로부터 물러나게 되었다.
평가된 후에 그는 5월 27일 자신의 미래를 평가하는 데 자신이 조금의 시간을 끌고 있었다고 공고하였다. 만약 그가 다시 활약할 것에 의문되었을 때 그는 "난 확실하지 않다."고 말하였다. 같은 날 레드삭스는 페드로이아를 60일간 부상 명단으로 옮겼다. 8월 6일 페드로이아는 왼쪽 무릎 관절 보존 수술을 받았다. 2019년 그는 25.0 피트/초에 전부의 아메리칸 리그 2루수 중에 가장 느린 속도를 가졌다.

#### 2020년
2020년 1월 21일 페드로이아가 그의 왼쪽 무릎과 함께 심각한 좌절을 겪었다고 보고되었다. 2월 23일 팀은 페드로이아를 60일간 장애자 명단에 놓았다.

## 영예와 수상

### 아마추어와 마이너 리그
- 2004년 골든 스파이크스 상 결승전 출장 선수
- 2004년 퍼스트팀 베이스볼 아메리카와 USA 투데이 올아메리칸
- 2003년 올해의 팩텐 합동 선수
- 2003년 올해의 NCAA 방어적 선수
- 레드삭스 이번달의 마이너 리그 주자 (2005년 4월)
- 레드삭스 마이너 리그 품질 타석수 상 (2005년 6월)
- 2005년 포스트시즌 이스턴 리그 올스타
- 2005년 마이너 리그 올해의 선수
- 2005년 레드삭스 마이너 리그 올해의 공격적 선수
- 2005년 마이너 리그 뉴스 FAB50 베이스볼 2005년 - 45번
- 2006년 마이너 리그 뉴스 FAB50 베이스볼 2006년 - 23번

### 메이저 리그
- 2007년 아메리칸 리그 이번 달의 루키 상 - 5월
- 2007년 아메리칸 리그 이번 주의 선수 상 (5월 28일 ~ 6월 3일)
- 2007년 플레이어스 초이스 아메리칸 리그 아웃스탠딩 루키 상
- 2007년 월드 시리즈 챔피언 (보스턴 레드삭스)
- 2007년 아메리칸 리그 올해의 루키 상
- 2008년 아메리칸 리그 올스타 출발 선수
- 2008년 아메리칸 리그 골드 글러브 상
- 2008년 아메리칸 리그 실버 슬러거 상
- 2008년 아메리칸 리그 MVP 상
- 2009년 아메리칸 리그 올스타 출발 선수
- 2010년 아메리칸 리그 올스타 예비 선수
- 2010년 ~ 12년 하트 앤드 허슬 상 후보
- 2011년 아메리칸 리그 이번 달의 선수 - 7월
- 2011년 필딩 바이블 상
- 2011년 아메리칸 리그 골드 글러브 상
- 2013년 아메리칸 리그 올스타 예비 선수
- 2013년 올해의 윌슨 전방적 방어 선수 상 (전체 아메리칸 리그에서)
- 2013년 피등 바이블 상
- 2013년 하트 앤드 허슬 상
- 20113년 월드 시리즈 챔피언 (보스턴 레드삭스)
- 2014년 필딩 바이블 상
- 2014년 아메리칸 리그 골드 글러브 상
- 2014년 ~ 16년 하트 앤드 허슬 상 후보
- 2016년 올해의 윌슨 전방적 방어 선수 상
- 2016년 필딩 바이블 상

## 개인 생활

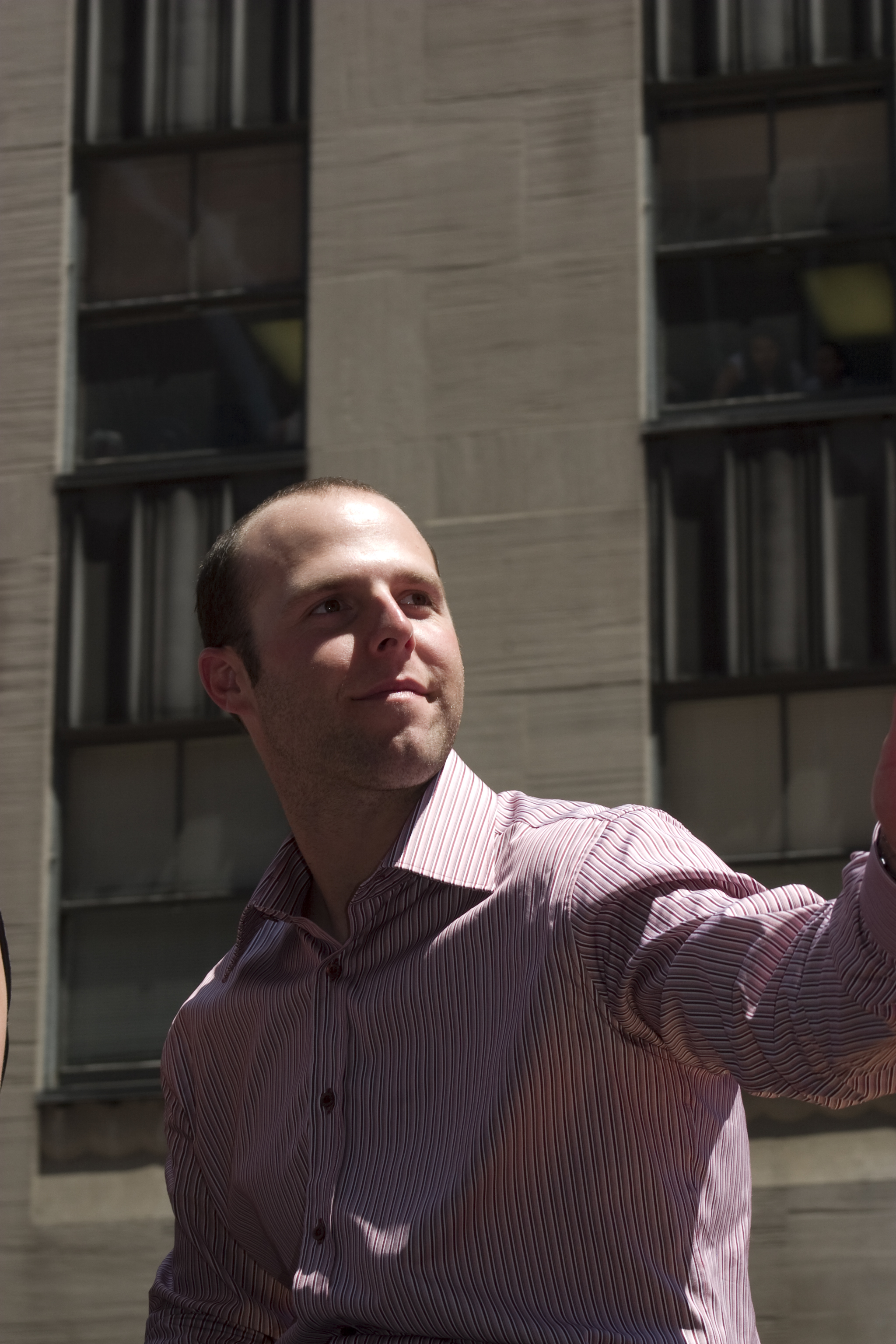
2008년의 페드로이아

페드로이아는 보스턴에서 자신의 시간 동안에 "Pedey", "the Laser Show"와 "the Muddy Chicken"을 포함한 다수의 별명을 얻었다. 그의 가족은 이탈리아계 스위스와 포르투갈 계통이다. 레드삭스는 공식적으로 페드로이아를 5 피트 9 인치 (1.75m)로 명단을 올리나 그는 2016년 자신이 5 피트 7 인치 (1.70m)이라고 말하였다. 페드로이아는 자신의 트위터 주소로부터 쇼 〈Finding Bigfoot〉에 관하여 트위트한 것을 포함하여 빅풋에 자신의 흥미를 표현하였다. 페드로이아는 크리베지 게임을 즐기며 그와 그의 전 감독 테리 프랭코나는 전까지만 해도 그것을 함께 하였다. 페드로이아는 NBA의 새크라멘토 킹스와 NFL의 샌프란시스코 포티나이너스의 팬이다.
2009년 1월 9일 페드로이아는 야구 비디오 게임 〈MLB09:The Show〉의 표지 선수로 임명되었고, 경기르 위하여 몇몇의 광고에 나왔다.
2009년 8월 페드로이아의 부인 켈리는 부부의 첫 자식 - 아들 딜런을 낳았다. 2012년 9월 켈리 여사는 2번째 아들 콜을 두었다. 2014년 6월 부부는 그들의 3번째 아들 브룩스를 두었다. 페드로이아는 캐롤라이나 팬서스의 방어 조정자 필 스노의 조카이다.
2009년 보스턴 잡지에 주어진 인터뷰에서 페드로이아는 자신의 고향 우들랜드를 비판하여 "쓰레기 무더기"와 자신을 전혀 포옹하지 않은 도시로 불렀다. 이 일은 죽음의 위협들을 받은 그의 고향과 그의 가족으로부터 반발을 생성하였다. 페드로이아는 후에 그가 농담이었을 뿐이라고 말한 자신의 소감들을 뚜렷하게 하였고, 그의 소감들은 맥락에서 벗어났다. 하지만 원래 기사의 저자는 그의 소감의 이용이 오해하지 않고 있었다고 주장하였다. 그의 인터뷰의 사본은 "그것은 쓰레기 무더기이다. 넌 그것에 나를 인용할 수 있다. 난 상관 안해."라고 말하면서 페드로이아를 인용하였다.
페드로이아는 자서전과 제리 레미에 의하여 시작된 시리즈의 지속으로서 레드삭스의 마스코트 그린 몬스터 월리에 관한 어린이의 책을 저서하였다. -
- 〈활약하는 데 태어나며 : 경기에서 나의 인생〉 (2009년 에드워드 J. 딜레이니와 함께)
- 〈시간을 통하여 그린 몬스터 월리의 여행〉 (2012년)

## 연도별 타격 성적
| 연 도     | 소 속     | 경 기 | 타 석 | 타 수 | 득 점 | 안 타 | 2 루 타 | 3 루 타 | 홈 런 | 루 타 | 타 점 | 도 루 | 도 루 자 | 희 생 번 | 희 생 플 | 볼 넷 | 고 4 | 사 구 | 삼 진 | 병 살 타 | 타 율 | 출 루 율 | 장 타 율 | O P S |
| --------- | --------- | ----- | ----- | ----- | ----- | ----- | ------- | ------- | ----- | ----- | ----- | ----- | -------- | -------- | -------- | ----- | ---- | ----- | ----- | -------- | ----- | -------- | -------- | ----- |
| 2006년    | BOS       | 31    | 98    | 89    | 5     | 17    | 4       | 0       | 2     | 27    | 7     | 0     | 1        | 1        | 0        | 7     | 0    | 1     | 7     | 1        | .191  | .258     | .303     | .561  |
| 2007년    | BOS       | 139   | 581   | 520   | 86    | 165   | 39      | 1       | 8     | 230   | 50    | 7     | 1        | 5        | 2        | 47    | 1    | 7     | 42    | 8        | .317  | .380     | .442     | .822  |
| 2008년    | BOS       | 157   | 726   | 653   | 118   | 213   | 54      | 2       | 17    | 322   | 83    | 20    | 1        | 7        | 9        | 50    | 1    | 7     | 52    | 17       | .326  | .376     | .493     | .869  |
| 2009년    | BOS       | 154   | 714   | 626   | 115   | 185   | 48      | 1       | 15    | 280   | 72    | 20    | 8        | 3        | 6        | 74    | 3    | 5     | 45    | 19       | .296  | .371     | .447     | .819  |
| 2010년    | BOS       | 75    | 351   | 302   | 53    | 87    | 24      | 1       | 12    | 149   | 41    | 9     | 1        | 2        | 6        | 37    | 1    | 4     | 38    | 7        | .288  | .367     | .493     | .860  |
| 2011년    | BOS       | 159   | 731   | 635   | 102   | 195   | 37      | 3       | 21    | 301   | 91    | 26    | 8        | 2        | 7        | 86    | 6    | 1     | 85    | 12       | .307  | .387     | .474     | .861  |
| 2012년    | BOS       | 141   | 623   | 563   | 81    | 163   | 39      | 3       | 15    | 253   | 65    | 20    | 6        | 1        | 6        | 48    | 3    | 5     | 60    | 9        | .290  | .347     | .449     | .797  |
| 2013년    | BOS       | 160   | 724   | 641   | 91    | 193   | 42      | 2       | 9     | 266   | 84    | 17    | 5        | 0        | 7        | 73    | 4    | 3     | 75    | 24       | .301  | .372     | .415     | .787  |
| 통산：8년 | 통산：8년 | 1016  | 4548  | 4029  | 651   | 1218  | 287     | 13      | 99    | 1828  | 493   | 119   | 31       | 21       | 43       | 422   | 19   | 33    | 404   | 97       | .302  | .370     | .454     | .823  |

- 2013년 기준, 굵은 글씨는 시즌 최고 성적.